# Zick Zack
«Zick Zack» (с нем. — «Чик-чик») — тридцатый сингл немецкой Neue Deutsche Härte-группы Rammstein. Песня была выпущена вторым синглом с альбома Zeit. Презентация песни и клипа состоялась на YouTube 7 апреля 2022 года. Релиз сингла на физическом носителе состоялся 13 апреля, а альбом увидел свет 29 апреля.

## Продвижение
1 апреля 2022 года группа объявила, что инвестировала в клинику пластической хирургии в Берлине. Ввиду даты, такие СМИ, как Laut.de, восприняли это как первоапрельскую шутку. Двумя днями позже Rammstein поделились в социальных сетях серией изображений, на которых члены группы были изображены как жертвы неудачных пластических вмешательств. Кроме того, была сделана ссылка на вымышленную «Клинику красоты Zick Zack» и был показан номер телефона, по которому можно было получить дополнительную информацию. Всем, кто звонил туда, сообщали дату релиза 7 апреля (День врача-косметолога) 2022 года, 18:00 по немецкому времени, и они слышали короткий инструментальный отрывок и строчку текста в исполнении солиста группы Тилля Линдеманна. За день до выхода видео последовало ещё одно фото музыкантов, на котором они изображены на сцене со своими инструментами. Стиль одежды основан на интерпретации образов поп-исполнителей.

## Треклист
| №                   | Название                                                                          | Длительность |
| ------------------- | --------------------------------------------------------------------------------- | ------------ |
| 1.                  | «Zick Zack»                                                                       | 4:04         |
| 2.                  | «Zick Zack (RMX by Boys Noize)»                                                   | 4:00         |
| 3.                  | «Zick Zack (RMX by Boys Noize Instrumental)» (Недоступен на физических носителях) | 4:29         |
| Общая длительность: | Общая длительность:                                                               | 8:33         |

## Текст
Песня гротескно высмеивает пластические операции. Текст основан на стихотворении Тилля Линдеманна «Größer, Schöner, Härter» (с нем. — «Больше, красивее, твёрже») из его второго сборника стихов «In stillen Nächten» (с нем. — «В тихой ночи»).

## Клип
Клип снят в декабре 2021 года в польской психиатрической лечебнице в Творках Йорном Хайтманном, ранее снявшим для группы клипы на песни «Haifisch», «Ich will», «Keine Lust», «Radio», «Ausländer», «Amerika», «Sonne», «Mutter» и «Ohne dich».
В клипе изображены музыканты, заметно изменившиеся после косметических операций, которые играют в клубе для пожилых женщин.

## Чарты
| Чарт (2022)                          | Высшая позиция |
| ------------------------------------ | -------------- |
| Германия (GfK)                       | 1              |
| Sweden (Sverigetopplistan)           | 76             |
| Великобритания (OCC UK Rock & Metal) | 27             |